# مورچه‌گیرک پشت‌زنگاری
مورچه‌گیرک پشت‌زنگاری (نام علمی: Formicivora rufa) نام یک گونه از سرده مورچه‌اوبارها است.